# USAA

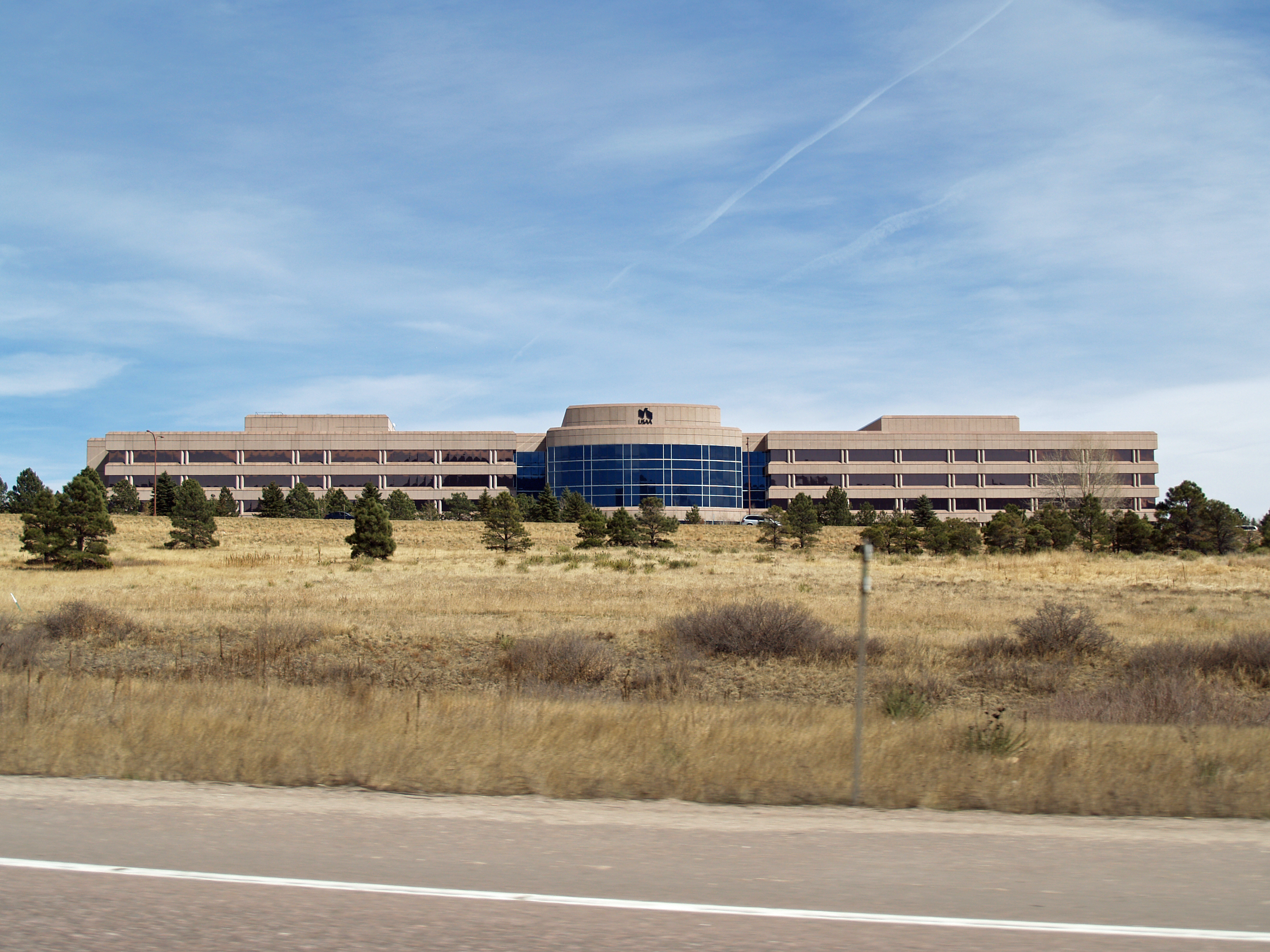
Bürogebäude in Colorado Springs

Die United Services Automobile Association (USAA) ist ein in San Antonio ansässiger diversifizierter US-amerikanischer Finanzdienstleister. Die Unternehmensgruppe bietet Versicherungen, Bank- und Finanzdienstleistungen an, welche sich hauptsächlich an Angehörige der Streitkräfte der Vereinigten Staaten und ihre Familienmitglieder richten. Ende 2017 gab es 12,4 Millionen Mitglieder. Das Unternehmen belegte in der Fortune 500-Liste 2020 der größten US-Unternehmen nach Gesamtumsatz Platz 94.
USAA wurde 1922 in San Antonio von einer Gruppe von 25 Offizieren der United States Army als Versicherungsverein auf Gegenseitigkeit unter dem Namen United States Army Automobile Association gegründet, weil ihnen Autoversicherer aufgrund der Annahme, Offiziere wären eine Hochrisikogruppe, keine Policen anboten. Die USAA hat sich seitdem erweitert. Die Organisation begann in den 1960er Jahren, Hausbesitzer- und Lebensversicherungen anzubieten, in den 1970er Jahren Makler- und Anlageverwaltungsdienste und in den 1980er Jahren Bankdienstleistungen.
Neben seinem Hauptsitz in San Antonio sowie mehrerer Zweigstellen in den Vereinigten Staaten unterhält das Unternehmen auch Büros in London und Frankfurt am Main.
Im Jahr 2015 beschäftigte die USAA mehr als 32.000 Mitarbeiter in ihren Niederlassungen auf der ganzen Welt.
Am 26. Juli 2019 gab die Charles Schwab Corporation bekannt, dass sie die Anlageverwaltungs- und Maklerkonten der USAA für 1,8 Mrd. USD übernehmen würde. Der Deal mit Charles Schwab wurde am 26. Mai 2020 abgeschlossen.